# Vivienne Chandler
Vivienne Chandler (6 de noviembre de 1947 - 6 de junio de 2013) fue una actriz francesa de doble nacionalidad que se convirtió en fotógrafa después de su carrera como actriz.

## Biografía
Chandler realizó su primera aparición como actriz en televisión en ITV Playhouse en 1970, pero poco después comenzó a interpretar papeles secundarios en películas como Lust for a Vampire, Giù la testa o La naranja mecánica durante la década de 1970. Trabajó como actriz interpretando pequeños papeles durante la década de 1980, incluyendo el del vídeo musical de la canción "The Smile Has Left Your Eyes" de la banda de rock Asia en 1983. Participó en el casting de la película Star Wars: Episode VI - Return of the Jedi, pero finalmente no trabajó como actriz en la misma. Posteriormente se convirtió en fotógrafa profesional, trabajando en Estados Unidos y en países de Europa como Francia, Italia y Reino Unido. Asistió a la Universidad de París VII Denis Diderot mientras trabajaba como actriz de cine y televisión, ya que estaba interesada en el proceso de creación de imágenes.

## Fotografía
Como fotógrafa adoptó el seudónimo profesional de Holly Bush, que posteriormente cambió a Holly Bund. Fotografiando principalmente a niños, realizó exposiciones en Londres, Oxford y Kent, y sus fotografías han sido vendidas a coleccionistas privados de Francia, Inglaterra y Japón.

## Filmografía
- ITV Playhouse (1970)
- Lust for a Vampire (1971)
- Twins of Evil (1971)
- Giù la testa (1971)
- La naranja mecánica (1971)
- Victor Victoria (1982)
- The Draughtsman's Contract (1982)
- The Ploughman's Lunch (1983)
- Young Sherlock Holmes (1985)
- Babies (1997)